# Der Bär, der Wolf, der Fuchs und der Hase auf dem Medwischer Margrethi
Der Bär, der Wolf, der Fuchs und der Hase auf dem Medwischer Margrethi ist ein Tiermärchen, das in Österreich und im ungarischen Sprachraum bekannt ist.

## Handlung
Der Bär, der Wolf, der Fuchs und der Hase beschlossen einmal, den Medwischer Margrethi zu besuchen, um sich ein bisschen Spaß zu gönnen. Dafür verkleideten sie sich als Studenten, und als es Abend wurde, durchstreiften sie die Stadt, wo sie auf Geheiß des Wolfes, der frische Wurst roch, in ein Wirtshaus einkehrten. Sie fraßen sich dort tüchtig satt, doch als es daran ging, die Rechnung zu begleichen, wollten sie gehen und die Zeche prellen. Der Wirt jedoch hatte schon gemerkt, was für Gäste sie waren, und heimlich den Kürschner bestellt, der den Tieren also, nur zum Pfand, die pelzigen Mäntel abziehen sollte. Sogleich sprangen alle auf, um aus dem Wirtshaus zu entfliehen, doch durch die verschlossene Tür kamen sie nicht wieder hinaus. Bär, Wolf und Fuchs jammerten daraufhin, der Hase aber, der erstarrte und verstummte, fand seine Stimme seitdem nie mehr wieder. Schnell hatten Wirt und Kürschner den Hasen sowie den alten, schwerfälligen Bären an den Schwänzen an die Wand genagelt. Fuchs und Wolf aber tobten wie wild herum, sodass sie nicht ergriffen werden konnten. In äußerster Angst sprang der Wolf schließlich gegen ein Fenster, woraufhin dieses samt Fensterladen und Wolf nach draußen fiel. Dem entkommenen Wolf hinterher folgte der Fuchs, nach dem die Wirtin aber noch mit einem Löffel schlagen konnte, mit dem sie gerade Milchrahm zu Butter gerührt hatte. Doch sie traf nur dessen Schwanzspitze, die seitdem rahmig ist. Die Gelegenheit zu Flucht erkennend rissen sich sodann auch Bär sowie Hase von der Wand los, büßten ihre Schwänze ein und kamen nie zurück, um sie einzulösen.

## Hintergrund
Diese Version des Märchens stammt von Josef Haltrich, der es in seinem Werk Deutsche Volksmärchen aus dem Sachsenlande in Siebenbürgen (Berlin 1856, Nr. 90) veröffentlicht hatte. Zum Schluss enthält sie einige ätiologische Inhalte, die die Stummheit des Hasen, die weiße Schwanzspitze des Fuchses und die Stummelschwänze von Bären und Hasen erklären sollen. In Paul Zaunerts Die Märchen der Weltliteratur – Deutsche Märchen seit Grimm erhielt die Version den Titel Die Tiere auf der Kirchweih. In einer ungarischen Version besuchen die vier Tiere den Jahrmarkt zu Gyergyó. Diese wurde 1903 von dem Mittelschullehrer Miklós Jakab im Auftrag der Kisfaludy-Gesellschaft aufgezeichnet und ist im Ethnologischen Archiv des Ethnologischen Museums hinterlegt. Im Deutschen trägt sie den Titel Der Bär, der Wolf, der Fuchs und der Hase auf dem Jahrmarkt zu Gyergyó.